# العلاقات الطاجيكستانية القطرية
العلاقات الطاجيكستانية القطرية هي العلاقات الثنائية التي تجمع بين طاجيكستان وقطر.

## مقارنة بين البلدين
هذه مقارنة عامة ومرجعية للدولتين:
| وجه المقارنة                                              | طاجيكستان                          | قطر           |
| --------------------------------------------------------- | ---------------------------------- | ------------- |
| المساحة (كم2)                                             | 143.10 ألف                         | 11.44 ألف     |
| عدد السكان (نسمة)                                         | 8.92 مليون                         | 2.64 مليون    |
| الكثافة السكانية (ن./كم²)                                 | 62.33                              | 230.77        |
| العاصمة                                                   | دوشنبه                             | الدوحة        |
| اللغة الرسمية                                             | اللغة الطاجيكية                    | اللغة العربية |
| العملة                                                    | ساماني طاجيكي، الروبل الطاجيكستاني | ريال قطري     |
| الناتج المحلي الإجمالي (بليون دولار)                      | 7.15 مليار                         | 167.61 مليار  |
| الناتج المحلي الإجمالي (تعادل القوة الشرائية) بليون دولار | 24.03 مليار                        | 316.40 مليار  |
| الناتج المحلي الإجمالي الاسمي للفرد دولار أمريكي          | 925                                | 73.65 ألف     |
| الناتج المحلي الإجمالي للفرد دولار أمريكي                 | 2.69 ألف                           | 141.54 ألف    |
| مؤشر التنمية البشرية                                      | 0.624                              | 0.850         |
| رمز المكالمات الدولي                                      | +992                               | +974          |
| رمز الإنترنت                                              | .tj                                | .qa           |
| المنطقة الزمنية                                           | ت ع م+05:00                        | ت ع م+03:00   |

## منظمات دولية مشتركة
يشترك البلدان في عضوية مجموعة من المنظمات الدولية، منها:
| علم المنظمة | اسم المنظمة                        | تاريخ انضمام طاجيكستان | تاريخ انضمام قطر |
| ----------- | ---------------------------------- | ---------------------- | ---------------- |
|             | مؤسسة التمويل الدولية              | 2 ديسمبر 1994          | 11 أكتوبر 2008   |
|             | منظمة حظر الأسلحة الكيميائية       | ?                      | ?                |
|             | الأمم المتحدة                      | 2 مارس 1992            | 21 سبتمبر 1971   |
|             | الاتحاد الدولي للاتصالات           | 28 أبريل 1994          | 27 مارس 1973     |
|             | منظمة التعاون الإسلامي             | ?                      | ?                |
|             | منظمة الشرطة الجنائية الدولية      | ?                      | ?                |
|             | الاتحاد البريدي العالمي            | ?                      | ?                |
|             | البنك الدولي للإنشاء والتعمير      | 4 يونيو 1993           | 25 سبتمبر 1972   |
|             | وكالة ضمان الاستثمار متعدد الأطراف | 9 ديسمبر 2002          | 22 أكتوبر 1996   |
|             | يونسكو                             | 6 أبريل 1993           | 27 يناير 1972    |

## وصلات خارجية
- موقع وزارة الخارجية القطرية